# Figaro (Disney)
Figaro è un personaggio secondario della Banda Disney, creato da The Walt Disney Company.
È un gattino bianco e nero, apparso per la prima volta nel film Pinocchio. È ispirato al gatto domestico di Geppetto citato una sola volta nel romanzo originale quando Pinocchio, inconsapevole di essersi bruciato i piedi, incolpa il gatto di averglieli mangiati.

## Biografia del personaggio
Figaro è un gattino bianco e nero goffo e un po' scontroso, pauroso e comico. 
È uno dei due animali da compagnia di Geppetto, la seconda è la graziosa pesciolina rossa Cleo, e quando quest'ultimo crea Pinocchio, inizialmente si mostra geloso nei confronti del burattino, anche se in seguito accetta la sua presenza. 
È attratto dai pesci, tanto che quando Geppetto va a a cercare Pinocchio, mentre lui e Cleo hanno dei bei pasti serviti sulla tavola, quest'ultima ordina all'amico di non mangiarli fino a che il vecchio non sarà tornato, e ovviamente Figaro borbotta. 
Geppetto, in seguito si porta dietro i due animali per cercare Pinocchio in mare, e tutti e tre vengono inghiotti dalla Balena. Quando anche Pinocchio verrà inghiottito, metterà a bruciare della legna per farla starnutire e poter uscire dal suo stomaco. Dopo una veloce ma intensa fuga in zattera, il gruppo ( insieme al Grillo Parlante) arriva sulla spiaggia sano e salvo, mentre la Balena muore schiantandosi contro una caverna, nel tentativo di riappropriarsi dei fuggitivi. 
Per tutto il film, Cleo tenta di ottenere l'attenzione e l'affetto di Figaro, riuscendo alla fine ad ottenere un bacio da parte sua mentre festeggiano la trasformazione di Pinocchio in bambino vero.

## Altri media
Figaro e Cleo entrano a far parte anche della Banda Disney a partire dalla loro prima Silly Symphony: Figaro e Cleo, basato su una scena tagliata di Pinocchio, in cui Figaro, affamato, tenta di mangiarsi Cleo, ostacolato però dalla padrona, prima di fare la pace con lei.
Spesso, sia nei fumetti che nei cartoni animati, è l'animale domestico di Minni, anche in Mickey Mouse Works, House of Mouse - Il Topoclub, Il bianco Natale di Topolino - È festa in casa Disney, Topolino & i cattivi Disney e La casa di Topolino e Minnie Toons. Ha talvolta dei rapporti anche con Pluto, con il quale spesso bisticcia.
Figaro fa anche un'apparizione minore nel manga di Kingdom Hearts, sebbene assente nel gioco originale.
Ricompare, con un comportamento più normale e per niente cartoonesco, anche nei due remake del film: in Geppetto è interpretato da un vero gatto grigio, mentre in Pinocchio è animato in CGI.

## Filmografia
- Pinocchio (1940)
- Figaro e Cleo (Figaro and Cleo) (1943)
- Pronto soccorso (First Aiders) (1944)
- Il giorno del bagno (Bath Day) (1946)
- Figaro e Frankie (Figaro and Frankie) (1947)
- Il sonnellino di Pluto (Cat Nap Pluto) (1948)
- Pluto, Figaro e il maglione (Pluto's Sweater) (1949)
- Topolino e la magia del Natale (Mickey's Once Upon a Christmas) (1999)
- Geppetto (2000)
- Mickey Mouse Works (1999-2000)
- House of Mouse - Il Topoclub ( House  Of Mouse) (2001-2003)
- Il bianco Natale di Topolino - È festa in casa Disney (Mickey's Magical Christmas: Snowed in at the House of Mouse) (2001)
- Topolino e i Cattivi Disney (Mickey's House of Villains) (2002)
- Minnie Toons (2011-2016)
- Pinocchio (2022)
- Once Upon a Studio (2023)
- Topolino-La casa del divertimento       ( Mickey Mouse Funhouse) (2021-2025).